# 거미의 향연

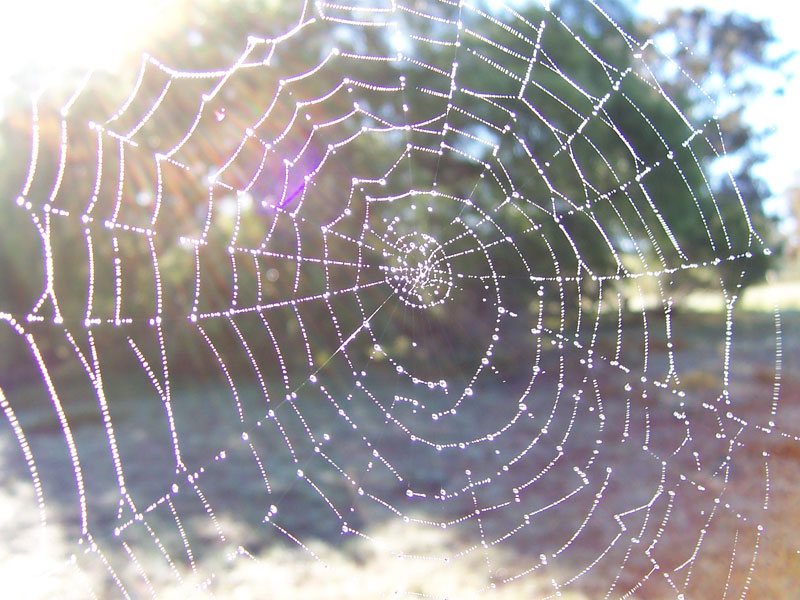

《거미의 향연 작품번호 17》(프랑스어: Le Festin de l'araignée)은 알베르 루셀이 1912년에 작곡한 발레 음악이자 관현악 모음곡이다. 발레는 1913년 4월 3일에 파리에서 초연되었다.

## 구성
발레는 총 12부분으로, 모음곡은 6악장으로 되어 있다.

### 발레

#### 1부
- 정원
- 개미의 입장
- 부지에의 춤, 나비의 춤
- 거미의 기쁨, 거미의 춤
- 과일벌레의 입장
- 두 수녀사마귀 병사의 입장
- 개미의 론도

#### 2부
- 하루살이의 부화
- 하루살이의 춤
- 멈추고 지쳐버린 하루살이
- 하루살이의 죽음
- 하루살이의 장례

### 모음곡
- 전주곡
- 개미의 입장
- 나비의 춤
- 하루살이의 부화
- 하루살이의 장례
- 외진 정원에 있는 무덤에서의 밤

## 악기 편성
- 목관악기: 플루트2(제2는 피콜로 겸함), 오보에2(제2는 잉글리시 호른을 겸함), 클라리넷2, 바순2
- 금관악기: 호른2, 트럼펫2
- 타악기: 팀파니, 북, 큰북, 심벌즈, 트라이앵글
- 건반악기: 첼레스타
- 현악기: 하프, 현악 5부